# Temps élémentaires
Avec les débuts de l'industrie de masse, nait la méthode du chronométrage industriel. 
Les limites de la chrono-analyse globale d'une activité sont rapidement décelées car le jugement d'allure de l’activité humaine n'était pas encore une théorie mature : certains travailleurs sont plus rapides, d’autres sont plus précis, d’autres encore réalisent d'autres séquences de gestes pour exécuter une tache complexe. Une telle variation apporte une dispersion très significative sur le temps théorique d'exécution du cycle.
Dans les années 1900, la pensée Taylorienne (1856-1915) et les premiers travaux de modélisation de l'activité humaine viennent rationaliser cette problématique : chaque mouvement des exécutants est décomposé dans le but d’assurer une répétitivité et une reproductibilité des tâches. 
Dans les années 1920, Frank et Lillian Moller Gilbreth entreprennent de décomposer chaque geste élémentaire d’une population représentative d’individus afin d’en définir des temps standards élémentaires. Ils recensent alors ces temps élémentaire dans des  tables récapitulatives qu’ils nomment « THERBLIG » (i.e. inversion de gilbreTh).
En 1948, Harold Bright Maynard, G.J. Stegemerten, et  J.L. Schwab, en s'appuyant sur les travaux Frank et Lillian Gilbreth , aboutissent à de nouvelles tables appliquées aux strict besoins de l’industrie et les exploitent pour fonder la méthode MTM (Method Time Measurement). 